# Северная песчанка
Северная песчанка (лат. Ammodytes dubius) — вид морских лучепёрых рыб из семейства (Ammodytidae).
Обитают в Атлантическом океане, распространены от берегов Гренландии до побережья Северной Каролины, также иногда встречаются в северо-восточных районах Атлантики.
Общая длина рыбы может достигать 25 см. Питается планктонными организмами, в основном копеподами, например арктическим калянусом Calanus finmarchicus. 
Предпочитают участки океана с песчаным дном, встречаются на глубинах до 100 метров. Нерестится с конца ноября до марта.
Служит кормом для важных в промысловом отношении видов рыб, таких как треска и пикша.
Значительного промыслового значения не имеет, хотя добыча ведётся в США и Канаде.